# Apremont-sur-Allier
Apremont-sur-Allier là một xã thuộc tỉnh Cher trong vùng Centre-Val de Loire miền trung Pháp.

## Xem thêm

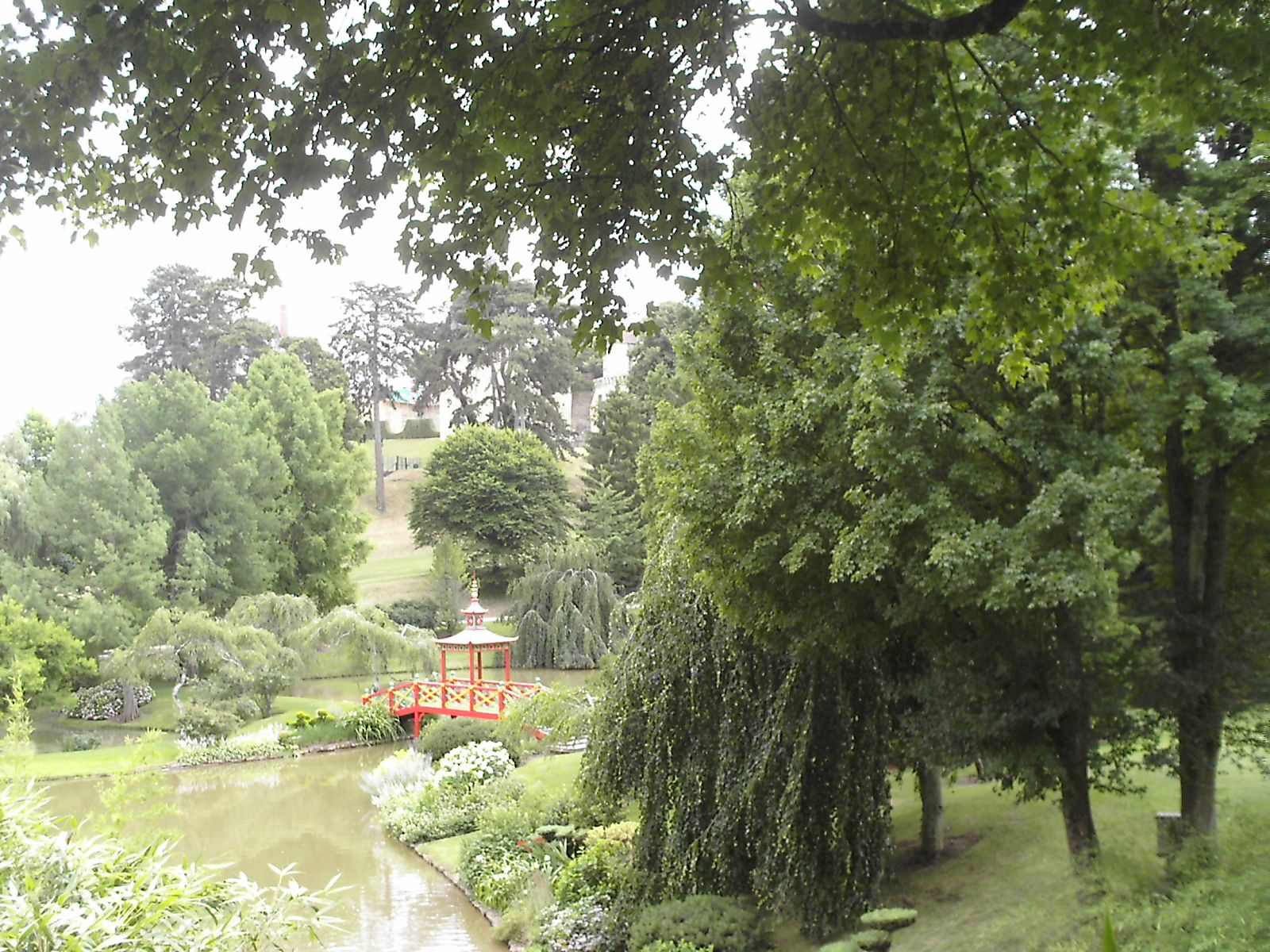
The gardens at Apremont

## Dân số
| 1962                                | 1968 | 1975 | 1982 | 1990 | 1999 | 2006 |
| ----------------------------------- | ---- | ---- | ---- | ---- | ---- | ---- |
| 208                                 | 180  | 144  | 106  | 83   | 87   | 78   |
| Từ năm 1962 Dân số không tính trùng |      |      |      |      |      |      |